# Couvent des Jacobins de Saintes
Le couvent des jacobins est un ancien couvent de la ville de Saintes. Fondé au début du XIIIe siècle, le monastère abrite une communauté de moines dominicains jusqu'à la révolution. Vendu comme bien national, il est converti en maison particulière quelque temps plus tard. À la fin du XIXe siècle, les bâtiments sont la propriété de Maurice Martineau, négociant de Cognac, bibliophile et amateur d'art. Ce dernier emploie une partie de son temps à se constituer une impressionnante bibliothèque qu'il lègue à la municipalité à sa mort, en 1928, ainsi que les bâtiments de l'ancien couvent.
Devenu bibliothèque municipale dix ans plus tard, le site est partiellement inscrit à l'inventaire supplémentaire des monuments historiques par arrêté du 1er octobre 1987. Cela concerne le rez-de-chaussée de l'aile principale fermant la cour à l'ouest, le hall d'entrée de l'aile principale, incluant l'escalier et sa cage ; le bâtiment en retour le long de la rue des Jacobins (extérieurs et décor intérieur). Réaménagé quelques années plus tard, il est transformé en médiathèque en 2001.
D'autre part, la chapelle attenante à l'église fait l’objet d’une inscription au titre des monuments historiques depuis le 22 avril 2004. enfin, l'église de l'ancien couvent fait l’objet d’un classement au titre des monuments historiques depuis le 18 août 2005.

## Historique

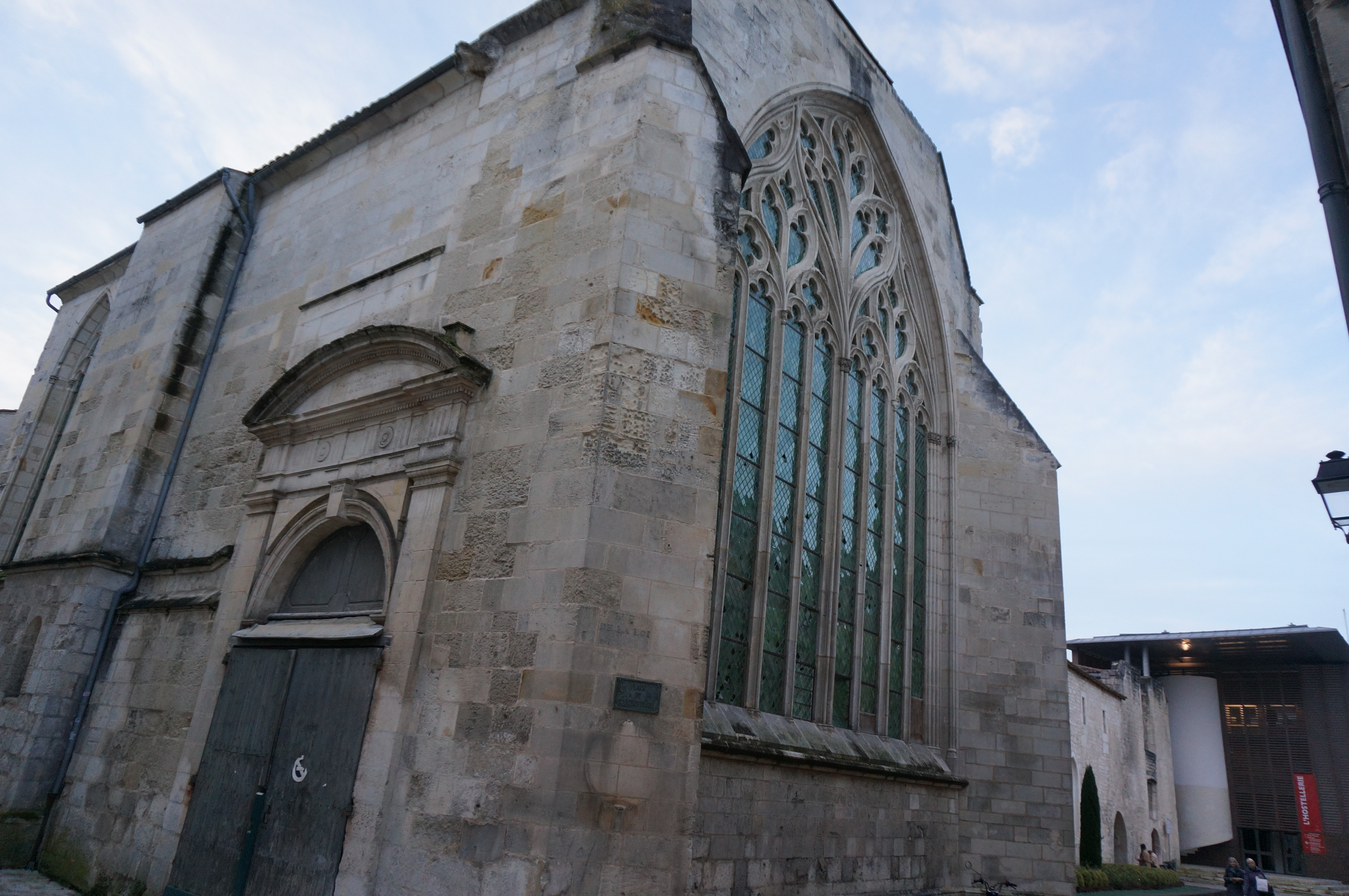
L'ancienne église des Jacobins de Saintes.

Les dominicains - appelés ici jacobins - fondent un premier monastère dans ce qui est alors le quartier des halles vers 1292. Cet établissement religieux est entièrement reconstruit au XVe siècle, soit que les bâtiments aient eu à souffrir du conflit franco-anglais, soit que ses occupants aient décidé de rénover une structure peut-être devenue obsolète. Ainsi est élevée l'église des jacobins (1446) et la salle capitulaire qui lui est attenante, seuls vestiges toujours visibles de l'ancien monastère.
Ce dernier semble être en fort mauvais état au début du XVIIIe siècle, ainsi qu'en témoigne un état des lieux réalisé à la demande de l'intendant en 1723 qui évoque un « couvent si ancien (qu'il) tombe de tout côtés ». Ce document indique qu'à cette date, dix religieux occupent les bâtiments, parmi lesquels un professeur de théologie et de philosophie, et que les revenus du monastère sont de cent pistoles.
Les frères dominicains sont expulsés durant la période révolutionnaire et les bâtiments vendus comme bien national. Passé entre des mains profanes, l'ancien monastère est converti en habitation. Dans la seconde moitié du XIXe siècle, il est la propriété de Maurice Martineau, un négociant de Cognac passionné par les arts et les lettres. Ce dernier fait cependant démolir une partie de l'ancienne église médiévale pour pouvoir édifier un corps de logis moderne connu aujourd'hui sous le nom d'« hôtel Martineau ». Inspiré par l'art nouveau, il se distingue notamment par une série de vitraux réalisés par le maître-verrier parisien Marcel Delon et par des céramiques créées par l'artiste Théodore Deck. Le chevet de l'église des jacobins, épargné, conserve une monumentale fenêtre à remplage flamboyant du XVe siècle et un portail latéral à fronton curviligne du XVIIIe siècle. L'intérieur de l'ancien sanctuaire abrite une inscription en lettres gothiques contemporaine de l'édifice, ainsi que la date de 1446. L'église est la seule partie de l'ancien monastère à être classée monument historique depuis le 18 août 2005.

## Médiathèque
Lorsque Maurice Martineau décède en 1928, il lègue à la ville l'ensemble de sa bibliothèque - riche de plusieurs dizaines de milliers d'ouvrages - et les bâtiments de l'ancien monastère. Certaines pièces anciennes conservées au fonds ancien datent du XIe siècle, tel l'« Acte de fondation de la basilique Saint-Eutrope ». Autres pièces importantes, les « Heures de la cathédrale de Saintes », un manuscrit daté du XVe siècle, ou un exemplaire de « Recepte véritable », le principal ouvrage de Bernard Palissy, édité au XVIe siècle.
Depuis 1938, le monastère est aménagé en bibliothèque municipale. En 2001, la bibliothèque prend le nom de « Médiathèque François-Mitterrand ». Elle se compose de plusieurs salles de lectures, de deux cloitres, d'un déambulatoire et de quatre jardins sur trois niveaux. Une ancienne chapelle a été réaménagée en salle d'exposition sous le nom de chapelle de l'étoile pour le style de son plafond.

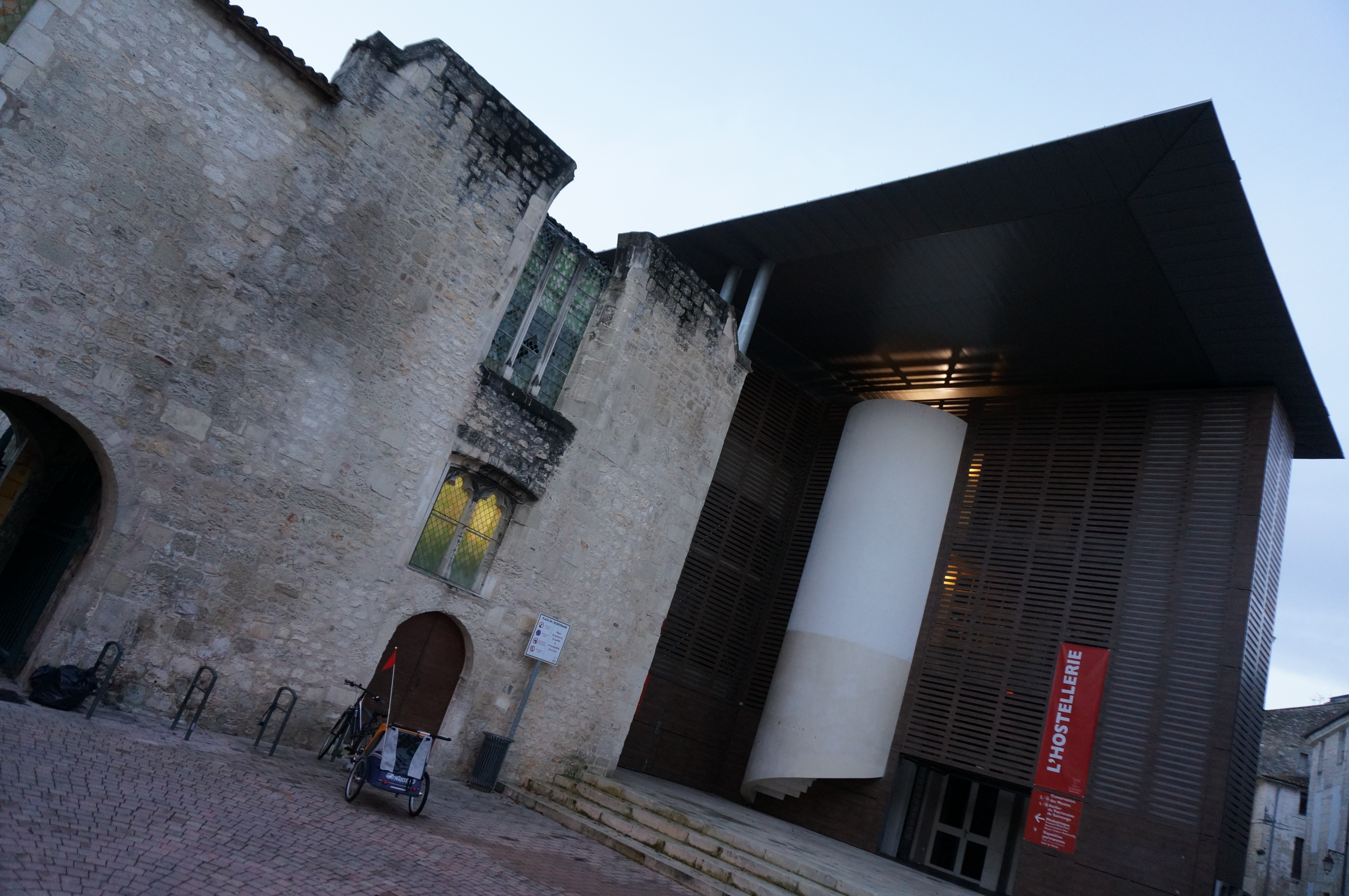
Entrée.
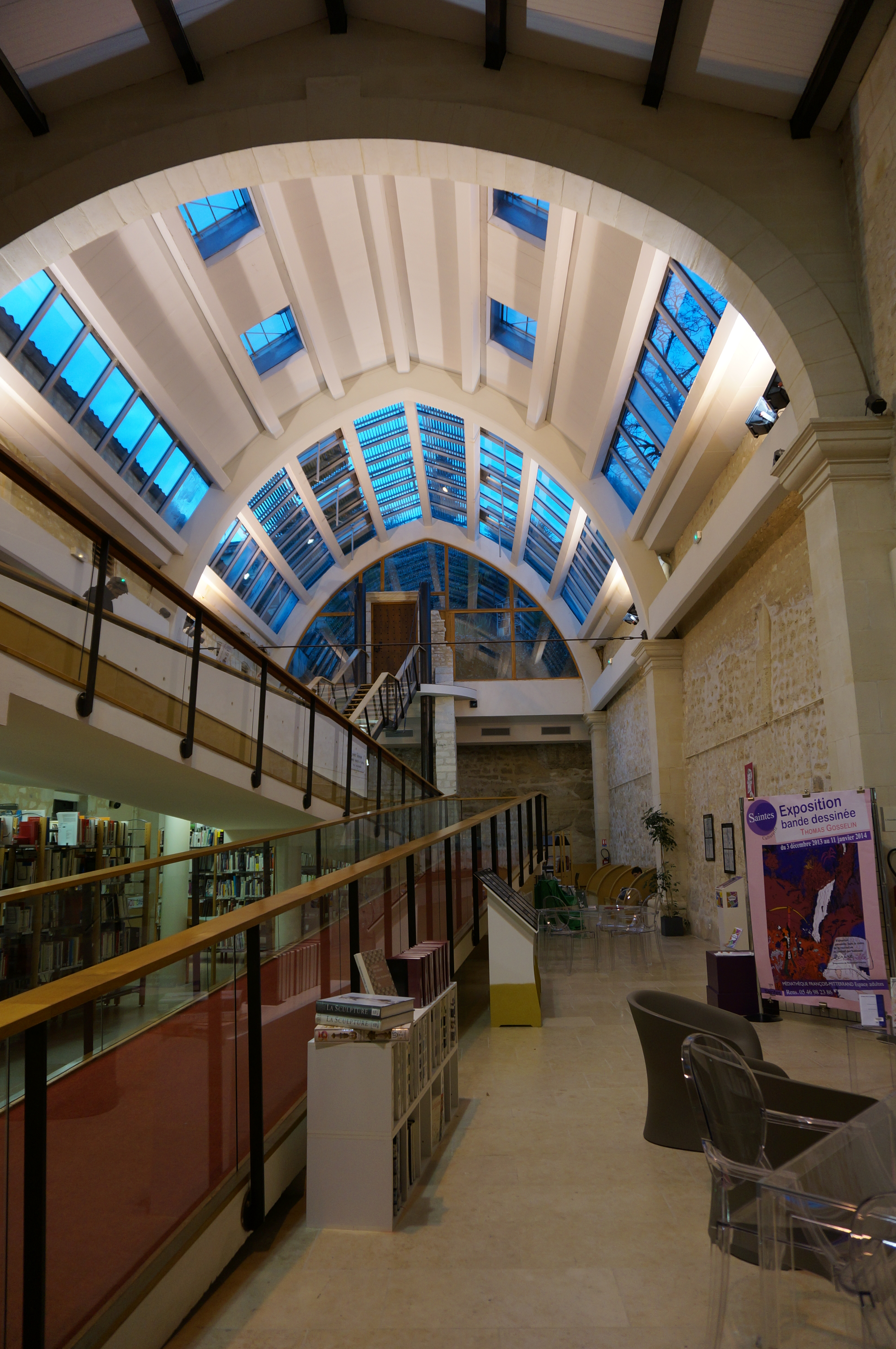
Hall d'entrée.
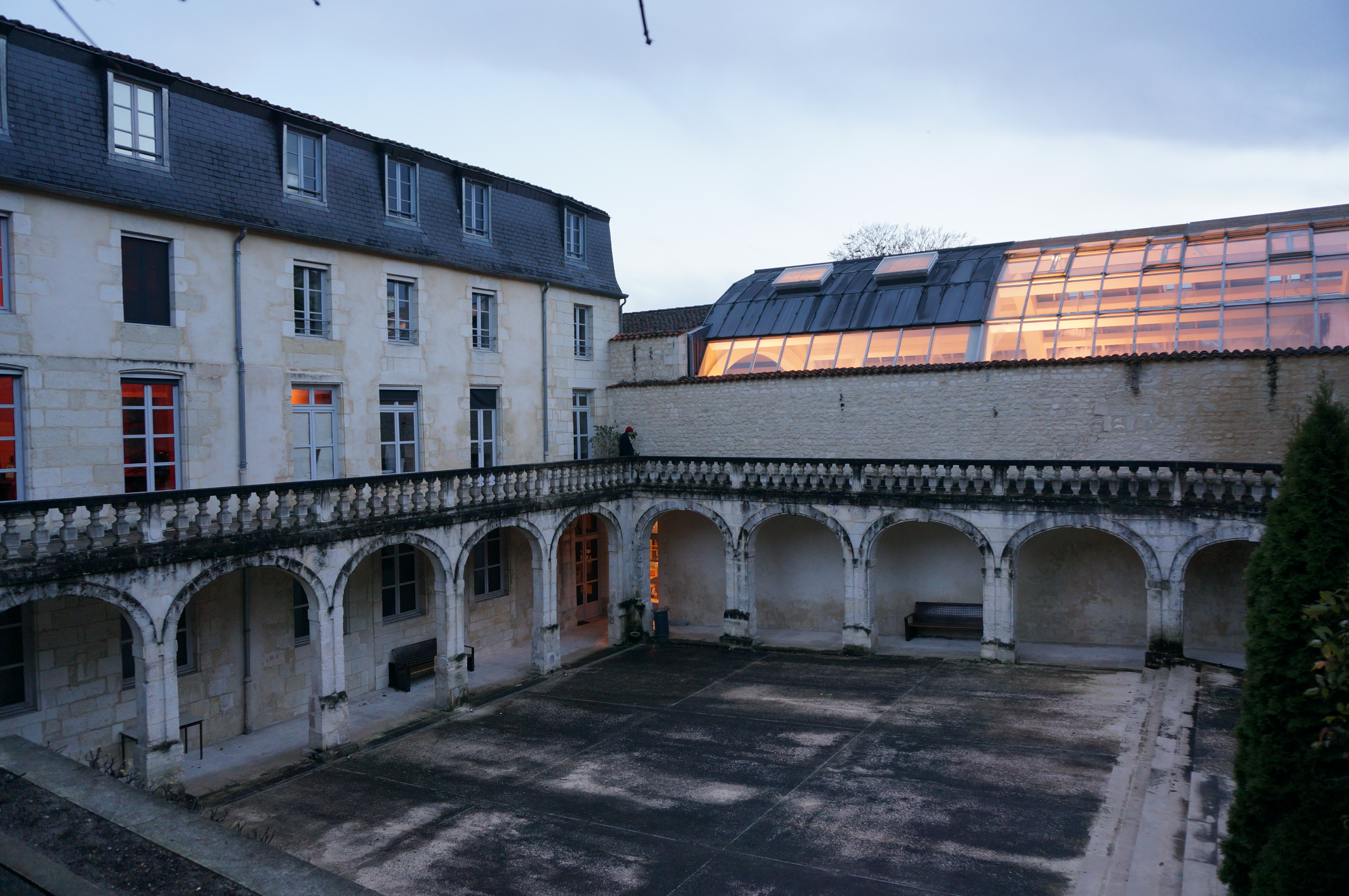
Cloitre.
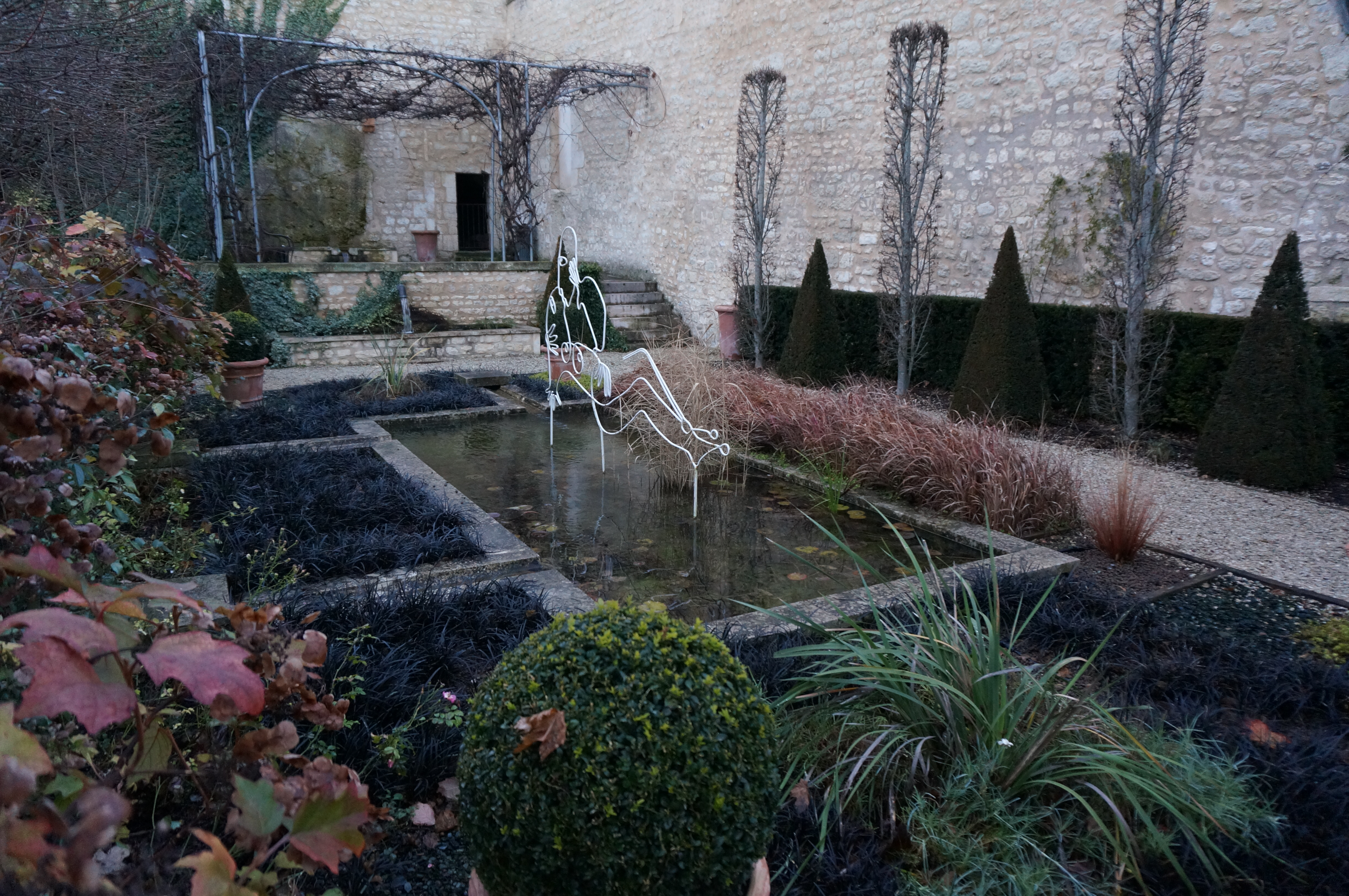
Jardin.
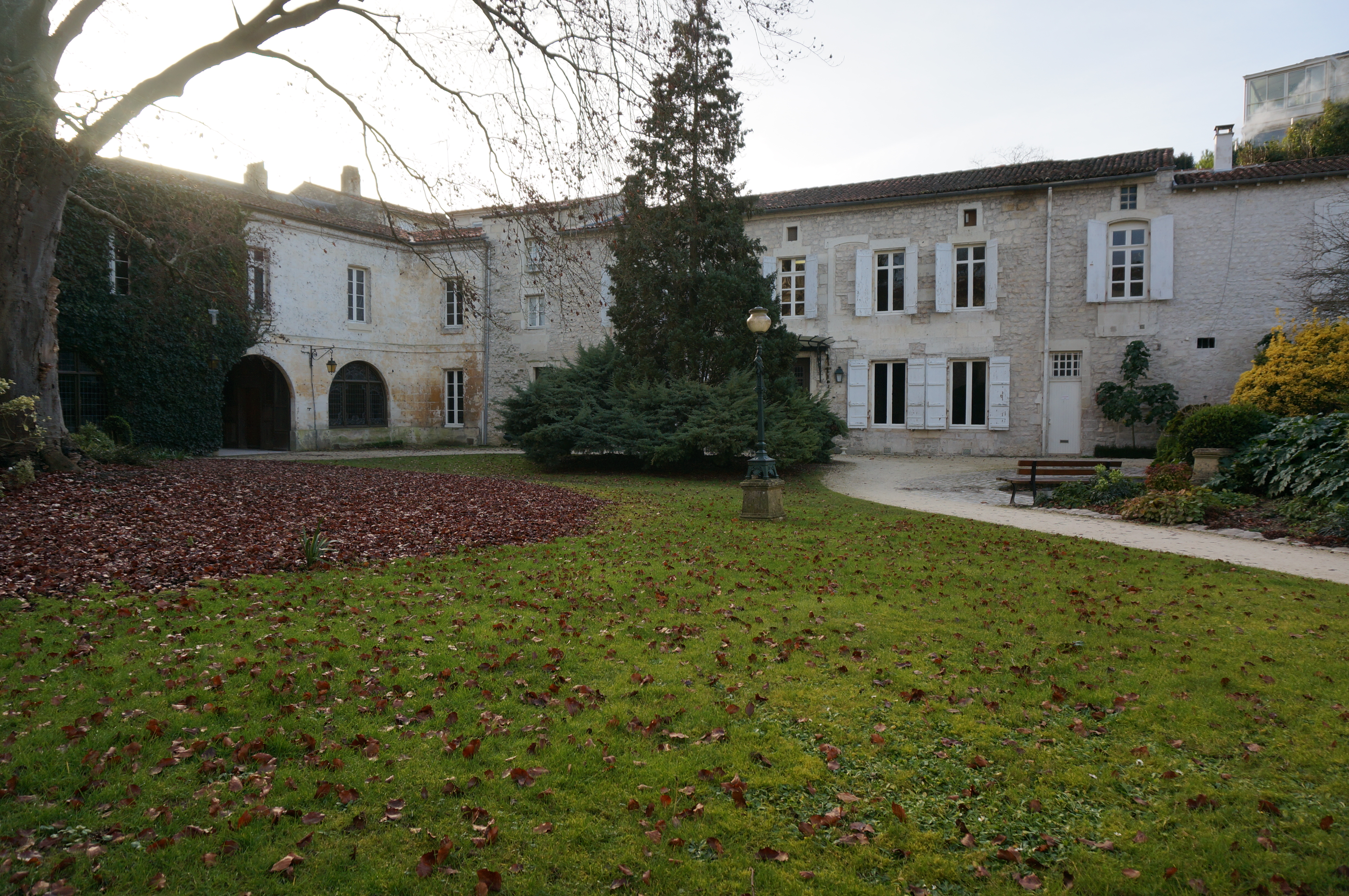
Entrée et cour sur la maison Martineau.
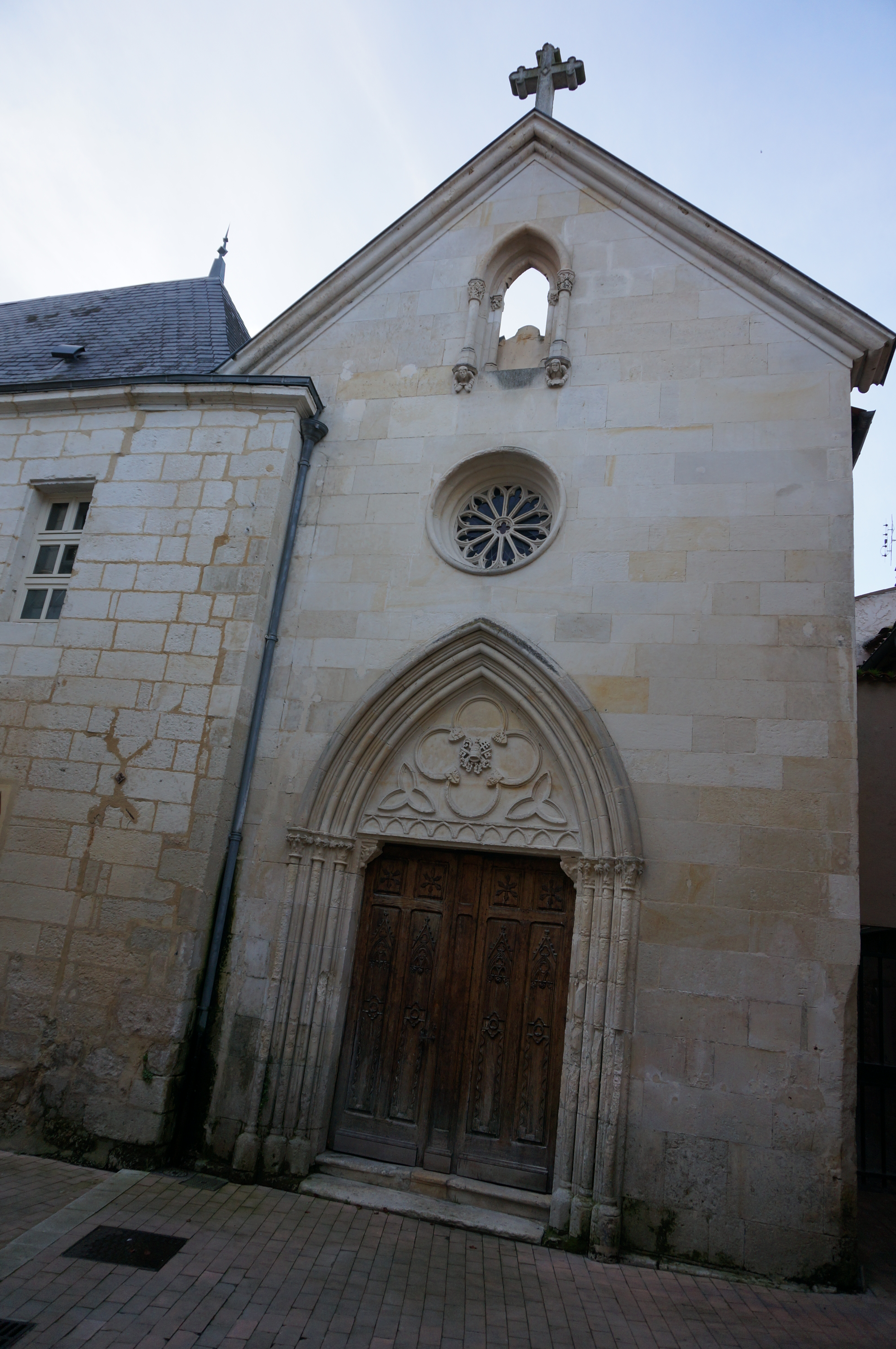
Façade de la chapelle de l'Étoile.